# Jackson Kasanga Mulwa
Jackson Kasanga Mulwa, né en 1942 à Mbitini (district de Machakos) et mort le 16 mars 2015 à Nairobi, est un juge et un homme politique kényan.
Il a servi comme juge de la cour de justice d'Afrique de l'Est.
Il a représenté la circonscription de Makueni pour le Kenya African National Union (KANU) de 1969 à 1983. Francophone, il préside le groupe parlementaire des pays d'Afrique, Caraïbes et Pacifique.